# ليفل E
ليفل E (باليابانية: レベルE، بالروماجي: Reberu Ī) (بالإنجليزية: Level E)‏ هي سلسلة مانغا يابانية من تأليف يوشيهيرو توغاشي، نشرت من قبل شوئيشا في مجلة شونن جمب الأسبوعية، في 2 أكتوبر عام 1995 حتى 15 يناير عام 1997، وتكون من 3 مجلدات. أنتجت إلى أنمي تلفزيوني من قبل استوديو بيرو بالتعاون مع استوديو ديفيد برودكشن، عرض الأنمي في 11 يناير عام 2011 واستمر عرضه حتى 5 أبريل عام 2011، وتكون من 13 حلقة.

## القصة
تدور أحداث القصة عن أمير اسمه باكا قادم من كوكب اسمه دوغرا، وقد فقد ذاكرته بسبب تحطم الطائرته على كوكب الأرض.

## الشخصيات
برنس باكا (باليابانية: バカ王子، بالروماجي: Baka-ōji)
أداء صوتي: دايسكي ناميكاوا
يوكيتاكا تسوتسوي (باليابانية: 筒井 雪隆، بالروماجي: Tsutsui Yukitaka)
أداء صوتي: يوشيماسا هوسويا
ميهو إيدوغاوا (باليابانية: 江戸川 美歩، بالروماجي: Edogawa Miho)
أداء صوتي: ساتومي أكيساكا
كابت كرافت (باليابانية: クラフト隊長، بالروماجي: Kurafuto-taichō)
أداء صوتي: تاكيهيتو كوياسو

## وصلات خارجية
- ليفل E على موقع إستديو بيرو باللغة اليابانية
- ليفل E على موقع تلفزيون طوكيو باللغة اليابانية
- ليفل E على موقع أنيبلكس باللغة اليابانية
- ليفل E على موقع ANN manga (الإنجليزية)